# Margret Neuhaus
Margret Neuhaus (* 12. Februar 1930 in Düsseldorf als Margarete Neuhausen) ist eine deutsche Schauspielerin, Hörspiel- und Synchronsprecherin.

## Leben
Neuhaus trat u Beginn der 1950er Jahre als Theaterschauspielerin in Hamburg in Erscheinung. Sie spielte am Jungen Theater sowie am Deutschen Schauspielhaus zahlreiche klassische Bühnenrollen wie die „Poly“ in Georg Kaisers Napoleon in New Orléans, die die „Tofva“ in August Strindbergs Schwanenweiß, die „Agnes“ in Jean Anouilhs Lerche, die „Hopp-Majänn“ in Hans Müller-Schlössers Schneider Wibbel und die „Varinka“ in George Bernard Shaws Die große Katharina. 1955 wechselte sie in das Ensemble des Stadttheaters Bern.
Daneben übernahm sie ab den 1950er Jahren auch Rollen in Film- und Fernsehproduktionen. Margret Neuhaus spielte neben Sonja Ziemann in Ákos von Ráthonyis Schön muß man sein, unter der Regie Géza von Cziffras im Musical Blume von Hawaii, in Aleksander Fords Drama Angeklagt nach § 218 sowie im Fernsehkrimi Die Tote im Hafenbecken aus der Reihe Stahlnetz.
Außerdem arbeitete sie umfangreich als Sprecherin für Hörspiel und Filmsynchronisation. Sie lieh ihre Stimme unter anderem Brenda de Banzie in Herr im Haus bin ich, Barbara Murray in Der Mann in Schwarz und Eunice Gayson in An der Straßenecke.
Neuhaus war mit dem Schweizer Regisseur Franz Matter verheiratet.

## Filmografie (Auswahl)
- 1951: Schön muß man sein
- 1953: Das Chiffontuch
- 1953: Blume von Hawaii
- 1954: Die Generalprobe
- 1958: Stahlnetz: Die Tote im Hafenbecken
- 1961: Rosen auf Pump
- 1966: Angeklagt nach § 218 (Der Arzt stellt fest…)
- 1968: Das höhere Leben
- 1970: Die Bestattung des Oskar Lieberherr
- 1973: Der Sieger von Tambo

## Hörspiele (Auswahl)
- 1953: Der Terminkalender; NWDR
- 1953: Die grünen Weiden oder Sonntagsschule für Negerkinder; NWDR
- 1970: Zinngeschrei; DRS
- 1972: Der kleine Muck; DRS
- 1976: Nackte Angst; DRS
- 1987: Anders singt die Krähe; DRS